# Đèo Khau Kang
Đèo Khau Kang hay đèo Khau Khang là đèo trên đường liên huyện ở vùng đất phía nam xã Lãng Ngâm huyện Ngân Sơn tỉnh Bắc Kạn, Việt Nam .

## Vị trí
Đèo ở trên quốc lộ 279 cũ, tại vùng đất bản Nà Vài. Đỉnh đèo cách ngã ba nối vào quốc lộ 3 cỡ 5 km. Trước đây đèo là nơi có nguy cơ tai nạn cao.
Do đoạn quốc lộ 279 ở đây mở mới, đi qua xã Sỹ Bình và nối vào quốc lộ 3 ở đỉnh đèo Giàng, nên đường cũ qua đèo Khau Khang chỉ còn phục vụ giao thông liên huyện.